# 南ウラル大学
南ウラル大学（みなみうらるだいがく、英語: South Ural State University、公用語表記: Южно-Уральский государственный университет）は、ロシア連邦チェリャビンスク州チェリャビンスクに本部を置くロシア連邦の国立大学。[[]]創立、1943年大学設置。大学の略称はSUSU。

## 沿革
1943年12月15日に「チェリヤビンスク機械技術大学」として創設された。第二次世界大戦における軍需工業および技師の疎開、育成などの要請に応じて創設された。

## 学部
- 航空宇宙技術学部
- 建築学部
- 建築・建設技術学部
- 自動車・トラクター学部
- 商学部
- 経済・経営学部
- 経済・マネージメント学部
- 電子工学部（コンピュータ技術、管理、ラジオエレクトロニクス）
- 財務・法学部
- 国際関係学部
- 法学部
- 言語学部
- 機械数学部
- 機械技術学部
- 物理学部
- 物理・冶金学部
- 力学・工学部
- 心理学部
- サービス・軽工業学部
- 社会学・人文学部
- ヴァレオロギー・体育・スポーツ学部